# Arnold Kasar
Arnold Kasar (* 1972 in Bad Säckingen) ist ein deutscher Pianist, Tontechniker und Musikproduzent und tritt sowohl als Solokünstler als auch in verschiedenen Kollaborationen in Erscheinung. Als Produzent, Co-Autor, musical director und Ensemblemitglied arbeitete er unter anderem mit Hans-Joachim Roedelius, Nylon, Friedrich Liechtenstein und Micatone.

## Leben
Nach dem Studium der Musik- und Theaterwissenschaft an der Freien Universität Berlin veröffentlichte Arnold Kasar die ersten Aufnahmen auf dem Berliner Label Sonar Kollektiv. Seit 2001 ist Kasar als Tontechniker im Bereich Mastering tätig. Er arbeitete für verschiedene on-Studios wie Calyx Mastering, Emil Berliner Studios und Eastside Mastering. Zusammen mit Stefan Rogall bildete er das Duo Atomhockey, das mehrere Singles und ein Album veröffentlichte.
Kasar komponierte und produzierte auch einige Titel für die Band Micatone, die ebenfalls auf Sonar Kollektiv veröffentlicht wurden. Mit einzelnen Musikern dieser Band tritt er ab 2004 als Nylon auf und veröffentlichte mit dieser Band drei Alben bei Universal. Im Jahr 2004 lernte er den Schauspieler und Entertainer Friedrich Liechtenstein kennen und veröffentlichte mit ihm mehrere Alben bei fabrique records. Seit 2012 arbeitet Arnold Kasar wieder solo und veröffentlichte mehrere Alben.
Im Jahr 2012 lernte Arnold Kasar den Musiker Hans-Joachim Roedelius kennen. Nach ersten gemeinsamen Auftritten nahmen die beiden Musiker 2016 das erste gemeinsame Album Einfluss. Es folgten gemeinsame Konzerte in der Elbphilharmonie Hamburg, Volksbühne Berlin und Christuskirche Bochum. 2019 erschien Arnold Kasars Soloalbum Resonanz.
2016 gründete Kasar sein eigenes Musiklabel Superfrieden, auf welchem er seitdem eigene Arbeiten sowie Kollaborationen mit anderen Künstlern veröffentlicht.
Arnold Kasar lebt und arbeitet in Berlin.

## Diskografie

### Soloaufnahmen
- 2000 Three Originals EP (Sonar Kollektiv)
- 2001 Karoshi EP (Sonar Kollektiv)
- 2012 The Piano Has Been Smoking (Fabrique Records)
- 2014 Walk On (Sonar Kollektiv)
- 2015 Walk On Remixed (Sonar Kollektiv)
- 2016 Inside Devils Kitchen (Superfrieden)
- 2019 Resonanz (Edel/Neue Meister)

### Nylon
- 2004 Die Liebe kommt (Universal)
- 2005 Eine kleine Sehnsucht (Universal)
- 2007 Zehn Lieder über Liebe (Universal)

### Kollaboration mit Friedrich Liechtenstein
- 2004 Please Have A Look From Above (Fabrique Records)
- 2005 Terrestrische Wellen EP (Fabrique Records)
- 2007 Daily Soap (Fabrique Recors)
- 2015 Schönes Boot aus Klang (Berliner Meister Schallplatten / Superfrieden)
- 2016 Shave The Monkeys – 2015 Version (Superfrieden)
- 2017 Ich bin Dein Radio (SONY classical / OKeh Records)

### Kollaboration mit Hans-Joachim Roedelius
- 2017 Einfluss (Deutsche Grammophon)

## Auszeichnungen
- 2004 German Jazz Award für die Nylon – CD "Die Liebe kommt..."